# Amber Neben
Amber Neben (Irvine, 18 februari 1975) is een Amerikaans wielrenster. In 2008 en 2016 werd ze wereldkampioene tijdrijden bij de dames elite. In 2012 werd ze met haar ploeg Specialized-lululemon wereldkampioene ploegentijdrit. Daarnaast is ze ook meervoudig Amerikaans en Pan-Amerikaans kampioene tijdrijden.
Neben begon haar prijzenkast te vullen in 2001. Sindsdien kon ze elk jaar enkele overwinningen bijschrijven. Neben werd in 2003 betrapt op het gebruik van 19-Norandrosterone en geschorst voor een half jaar. Eind 2007 werd bij Neben melanoom geconstateerd, dat succesvol lijkt te zijn verwijderd.
In 2010 werd ze vierde op het wereldkampioenschap tijdrijden voor de dames elite.
Neben kwam uit voor de Verenigde Staten in de Olympische wegrit (33e) in 2008 in Peking en in de weg- en tijdrit op de Olympische Zomerspelen 2012 in Londen, op resp. de 36e en 7e plaats.
Tijdens de tijdrit van de Ronde van Californië voor vrouwen in 2013 verloor ze de macht over het stuur en botste met haar schouder en heup tegen een rotswand naast de weg. Ze brak hierbij haar heup en een aantal ribben. Hierdoor was het voor haar niet mogelijk om deel te nemen aan het Amerikaans kampioenschap tijdrijden.
In 2015 werd ze derde bij het Amerikaans kampioenschap tijdrijden en in 2016 tweede. In 2016 werd ze wereldkampioen tijdrijden in Doha. In 2017 won Neben zowel het nationaal kampioenschap tijdrijden als op de weg. Een jaar later verlengde ze haar nationale titel in het tijdrijden en won ze ook het Pan-Amerikaans kampioenschap tijdrijden. In 2018 won ze ook de Chrono Kristin Armstrong en de Chrono Gatineau. In 2019 prolongeerde ze de winst in Gatineau en werd ze voor de vierde keer Amerikaans kampioen in de tijdrit. Neben won op 18 april 2023 op 48-jarige leeftijd opnieuw het Pan-Amerikaans kampioenschap tijdrijden.

## Erelijst
2000

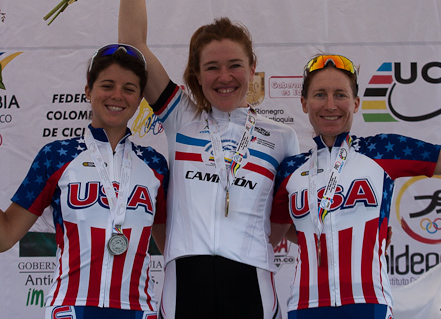
Neben won brons op het Pan-Amerikaans kampioenschap tijdrijden 2011.

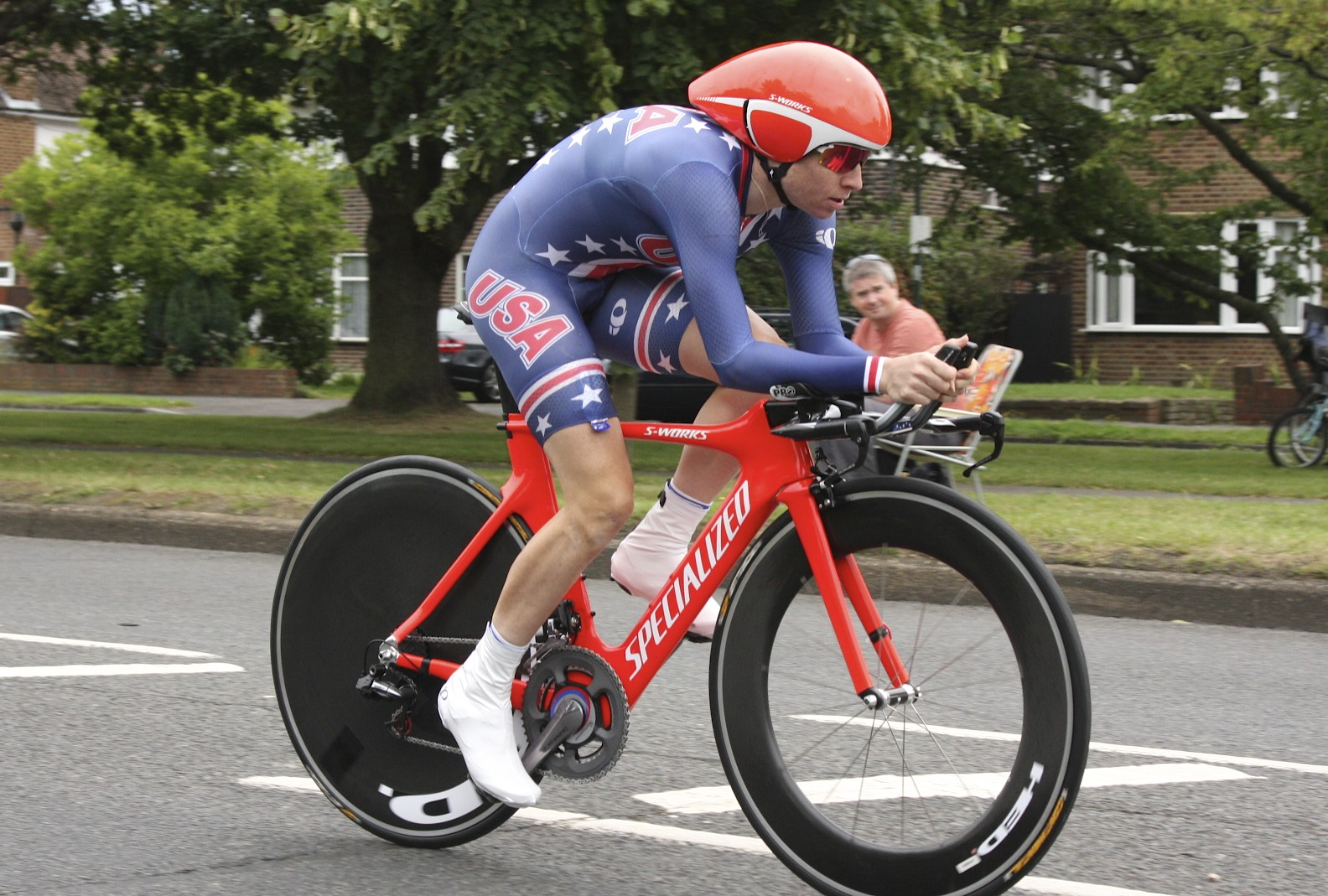
Neben tijdens de Olympische tijdrit 2012.

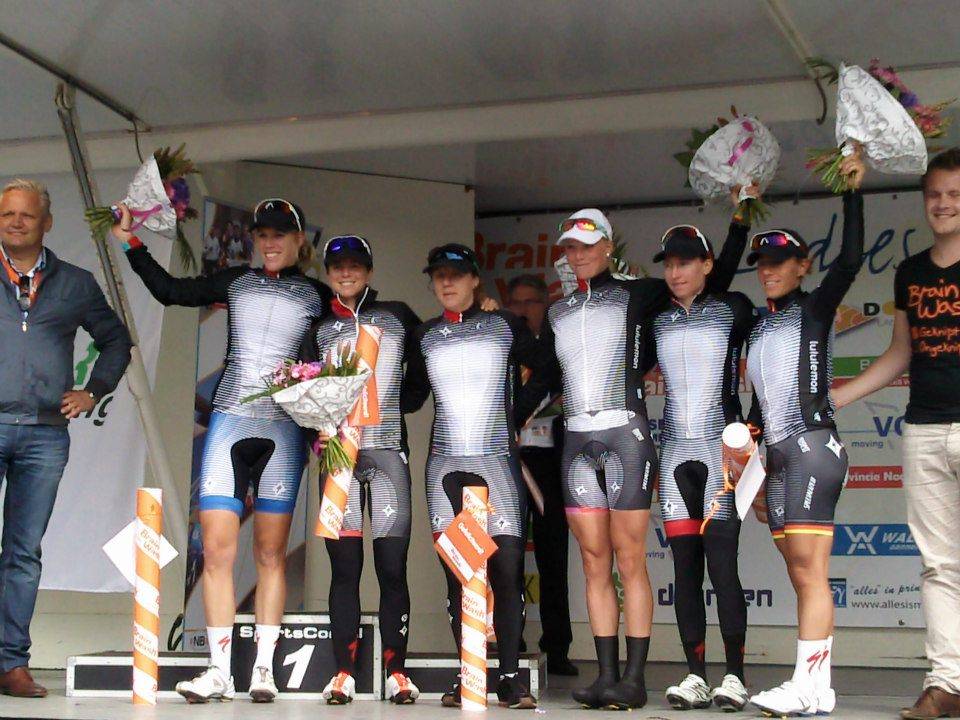
Neben won het WK ploegentijdrit met Specialized-lululemon in 2012 in Valkenburg.

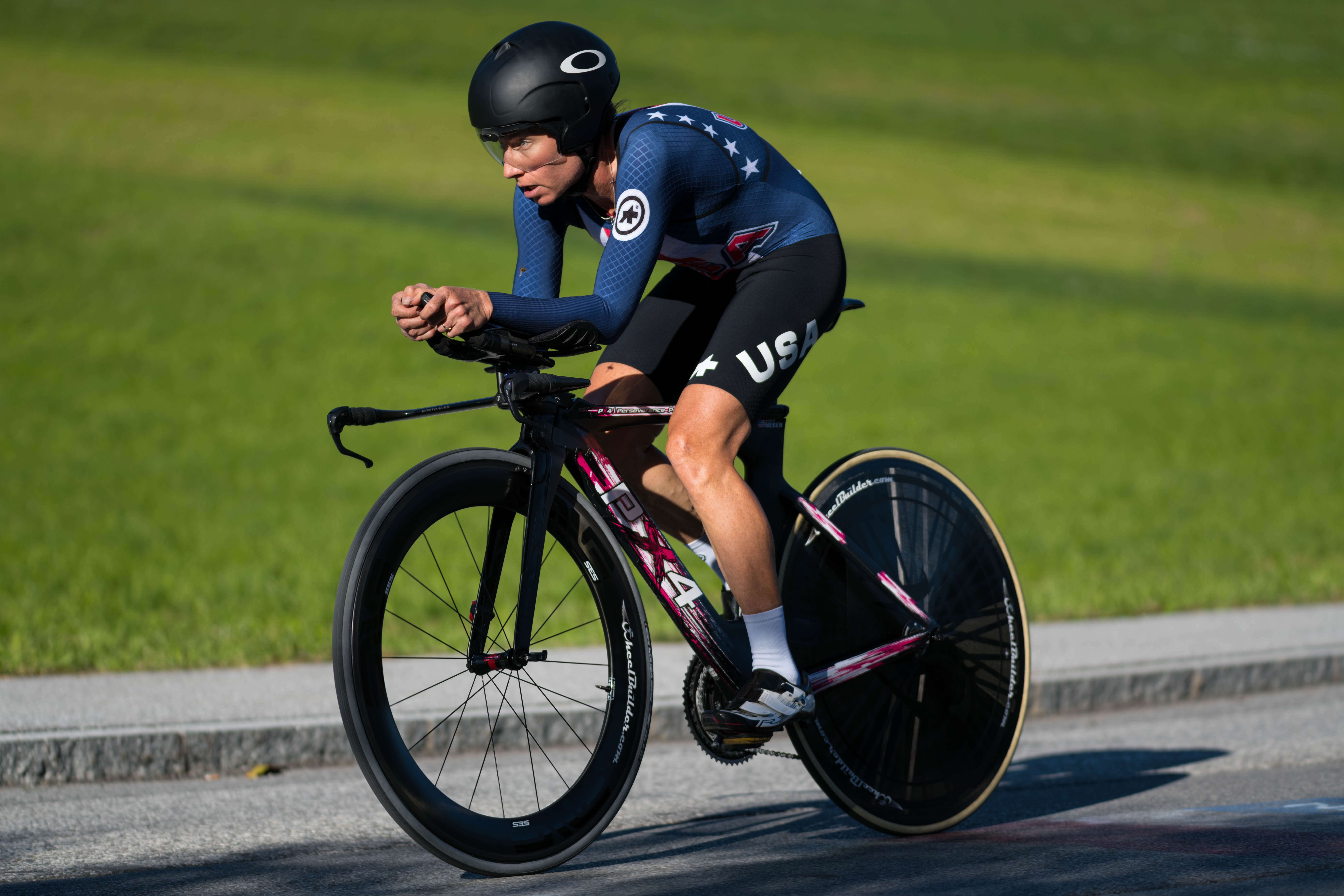
Neben tijdens het WK tijdrijden 2018.

- Eindklassement San Dimas Stage Race

2001
- Amerikaans kampioenschap op de weg
- Eindklassement Cascade Cycling Classic
- 1e in 8e etappe Women's Challenge
- 3e in 2e etappe Tour de Toona

2002
- Amerikaans kampioenschap tijdrijden
- Amerikaans kampioenschap op de weg
- 1e in Eindklassement Gracia Orlova

2003
- Amerikaans kampioenschap tijdrijden
- Eindklassement Le Tour du Grand Montréal
- 2e in Eindklassement Pomona Valley Stage Race
  - 2e in 1e etappe
  - 3e in 3e etappe
- 3e in Proloog Redlands Bicycle Classic
  - 3e in 5e etappe

2004
- Amerikaans kampioenschap tijdrijden
- 3e etappe deel a Giro della Toscana
- Eindklassement Ronde van de Gila
  - 2e etappe

2005
- Amerikaans kampioenschap tijdrijden
- Eindklassement Tour de l'Aude
  - 3e etappe deel b
  - 2e in 9e etappe

2006
- Pan-Amerikaans kampioen tijdrit
- Amerikaans kampioenschap tijdrijden
- Amerikaans kampioenschap op de weg
- Eindklassement Redlands Bicycle Classic
  - 1e etappe
  - 3e etappe
- 2e in Eindklassement Gracia Orlova
  - 2e in 1e etappe
  - 3e in 2e etappe
  - 3e in 4e etappe
- Eindklassement Tour de l'Aude Cycliste Féminin
  - 1e etappe (met Loes Gunnewijk, Mirjam Melchers-Van Poppel, Susanne Ljungskog, Sandra Rombouts en Madeleine Sandig)
  - 2e in 9e etappe
- 2e in Eindklassement Thüringen-Rundfahrt der Frauen
  - 2e in 5e etappe
  - 3e in 4e etappe
- 2e in L'Heure D'Or Féminine / The Ladies Golden Hour
- 2e in Eindklassement Route de France Féminine
  - 3e in 2e etappe
  - 1e in 4e etappe deel b (met Loes Gunnewijk, Susanne Ljungskog en Linda Villumsen)
  - 3e in 8e etappe Route de France Féminine

2007
- Amerikaans kampioenschap tijdrijden
- Amerikaans kampioenschap op de weg
- Eindklassement Redlands Bicycle Classic
  - Proloog
  - 2e in 1e etappe
  - 3e in 3e etappe
- 3e in Eindklassement Giro di San Marino
  - 3e in 1e etappe
  - 3e in 4e etappe
- 2e in Eindklassement Thüringen-Rundfahrt der Frauen
  - 3e in 4e etappe
  - 3e in 5e etappe deel a
- Eindklassement Route de France Féminine
  - 3e in Proloog
  - 1e in 4e etappe deel b
  - 2e in 6e etappe
- 2e in Chrono Champenois - Trophée Européen

2008
- WK tijdrijden
- 33e in Olympische wegrit
- 3e in Souvenir Magali Pache
- La Mirada
- 2e in Eindklassement Giro d'Italia Donne
  - 3e in 5e etappe
  - 2e in 6e etappe
  - 2e in 7e etappe
- Eindklassement Tour de l'Ardèche
  - 2e in 2e etappe
  - 2e in 4e etappe
- 3e in Chrono Champenois - Trophée Européen
- 5e in Chrono des Herbiers

2009
- 2e in Eindklassement Redlands Bicycle Classic
  - 1e in Proloog
- 4e in Waalse Pijl
- 3e in 2e etappe Gracia Orlova
- 1e in 3e etappe Gracia Orlova
- 1e in 2e etappe Tour de l'Aude Cycliste Féminin

met Trixi Worrack, Charlotte Becker, Madeleine Sandig, Eva Lutz en Bianca Knöpfle
- 2e in 5e etappe Tour de l'Aude Cycliste Féminin
- 1e in 2e etappe Giro d'Italia Donne
- 2e in Memorial Davide Fardelli
- 2e in 2e etappe Tour de l'Ardèche
- 3e in 6e etappe Tour de l'Ardèche

2010
- in Pan-Amerikaans kampioenschap tijdrijden
- Amerikaans kampioenschap tijdrijden
- 4e in Wereldkampioenschap tijdrijden
- Proloog Redlands Bicycle Classic
- Memorial Davide Fardelli, Chrono
- 2e in Eindklassement Tour of New Zealand
  - 1e in 4e etappe
- 2e in Chrono des Herbiers

2011
- Amerikaans kampioenschap tijdrijden
- Pan-Amerikaans kampioenschap tijdrijden
- Open de Suede Vargarda

met Judith Arndt, Charlotte Becker en Ellen van Dijk
- GP Stad Roeselare
- 2e in Eindklassement Thüringen-Rundfahrt der Frauen
  - 1e in 1e etappe (met Ina-Yoko Teutenberg, Judith Arndt, Amanda Miller, Adrie Visser en Chloe Hosking)
  - 4e in 6e etappe
- 3e in La visite chrono du Gatineau
- 3e in Memorial Davide Fardelli
- 2e in Chrono Champenois - Trophée Européen
- Chrono des Herbiers
- Eindklassement San Dimas Stage Race

2012
- Amerikaans kampioen tijdrijden
- Pan-Amerikaans kampioen tijdrijden
- Wereldkampioenschap ploegentijdrit

met Charlotte Becker, Evelyn Stevens, Ina-Yoko Teutenberg, Ellen van Dijk en Trixi Worrack
- 4e in Wereldkampioenschap op de weg
- 7e in Olympische tijdrit
- 36e in Olympische wegrit
- 1e in Open de Suede Vargarda

met Trixi Worrack, Ellen van Dijk, Ina-Yoko Teutenberg, Evelyn Stevens en Charlotte Becker
- 1e in Chrono des Herbiers
- 3e in Grand Prix El Salvador
- 4e in Eindklassement Vuelta Ciclista Femenina a El Salvador
  - 3e in 1e etappe
  - 1e in 2e etappe
  - 2e in 3e etappe deel a
  - 1e in 3e etappe deel b
- 3e in Chrono Gatineau
- 4e in 4e etappe Thüringen-Rundfahrt der Frauen

2015
- Amerikaans kampioenschap tijdrijden

2016
- Amerikaans kampioenschap tijdrijden
- Chrono Gatineau
- Eindklassement Route de France Féminine
  - 4e etappe
  - 5e etappe
- Wereldkampioen tijdrijden

2017
- Amerikaans kampioen op de weg
- Amerikaans kampioen tijdrijden

2018
- Pan-Amerikaans kampioen tijdrijden
- Amerikaans kampioen tijdrijden
- Chrono Gatineau
- Chrono Kristin Armstrong

2019
- Chrono Gatineau
- Amerikaans kampioen tijdrijden

2021
- Amerikaans kampioenschap tijdrijden

2022
- Amerikaans kampioenschap tijdrijden
- Chrono des Nations

2023
- Pan-Amerikaans kampioen tijdrijden

2024
- Pan-Amerikaans kampioen tijdrijden

## Ploegen

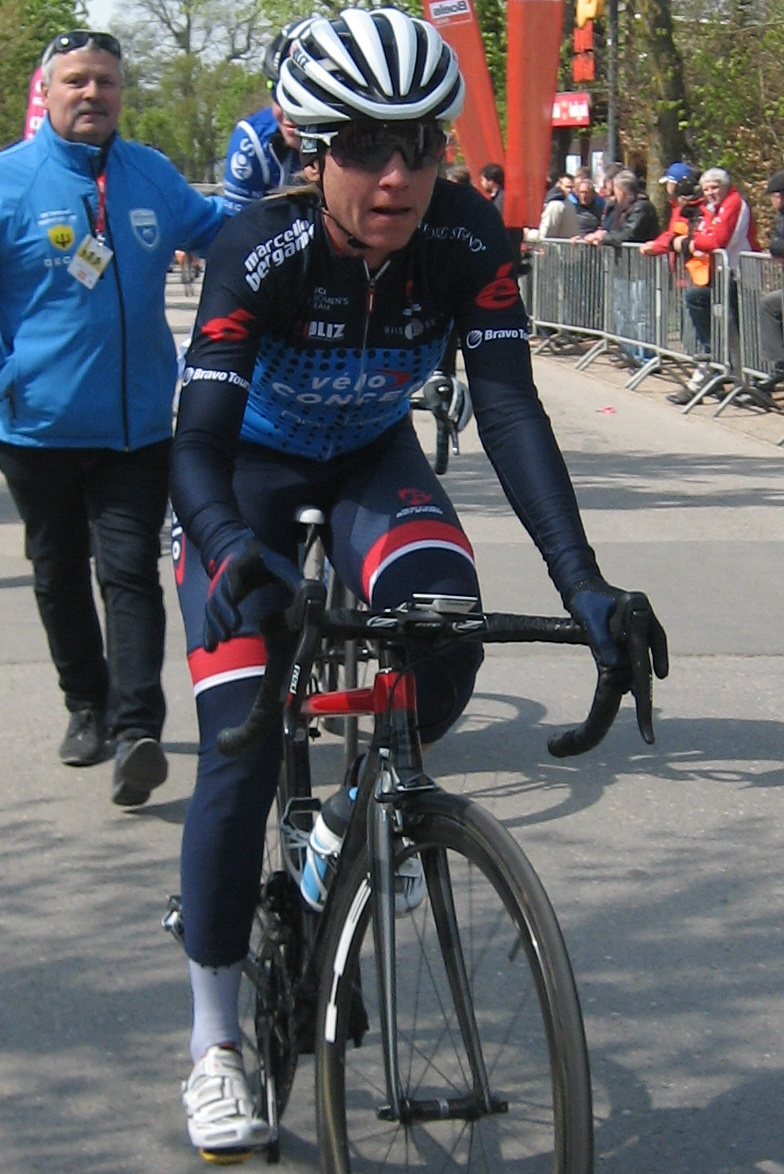
Amber Neben in de Waalse Pijl 2017.

- 2002 — Cannondale (Verenigde Staten)
- 2003 — Team T-Mobile (Verenigde Staten)
- 2004 — T-Mobile Professional Cycling Team (Verenigde Staten)
- 2005 — Buitenpoort - Flexpoint Team (Nederland)
- 2006 — Buitenpoort - Flexpoint Team (Nederland)
- 2007 — Flexpoint (Nederland)
- 2008 — Flexpoint (Nederland)
- 2009 — Equipe Nürnberger Versicherung (Duitsland)
- 2011 — HTC-Highroad Women (Verenigde Staten)
- 2012 — Team Specialized-lululemon (Duitsland)
- 2013 — Pasta Zara - Cogeas (Italië)
- 2015 — BePink - La Classica (Italië)
- 2016 — BePink (Italië)
- 2017 — Team VéloCONCEPT (Denemarken)
- 2019 — Cogeas-Mettler (Rusland)
- 2020 — Cogeas-Mettler (Rusland)
- 2021 — Cogeas-Mettler (Rusland)